# کریستینا بادینکووا نواکووا
کریستینا بادینکووا نواکووا (چکی: Kristýna Badinková Nováková؛ زادهٔ ۲۴ آوریل ۱۹۸۳) بازیگر و صداپیشه اهل جمهوری چک است.
از فیلم‌ها یا برنامه‌های تلویزیونی که وی در آن نقش داشته‌است، می‌توان به ماه عسل و ساختمان پزشکان در باغ رز اشاره کرد.